# 제국원수 (나치 독일)

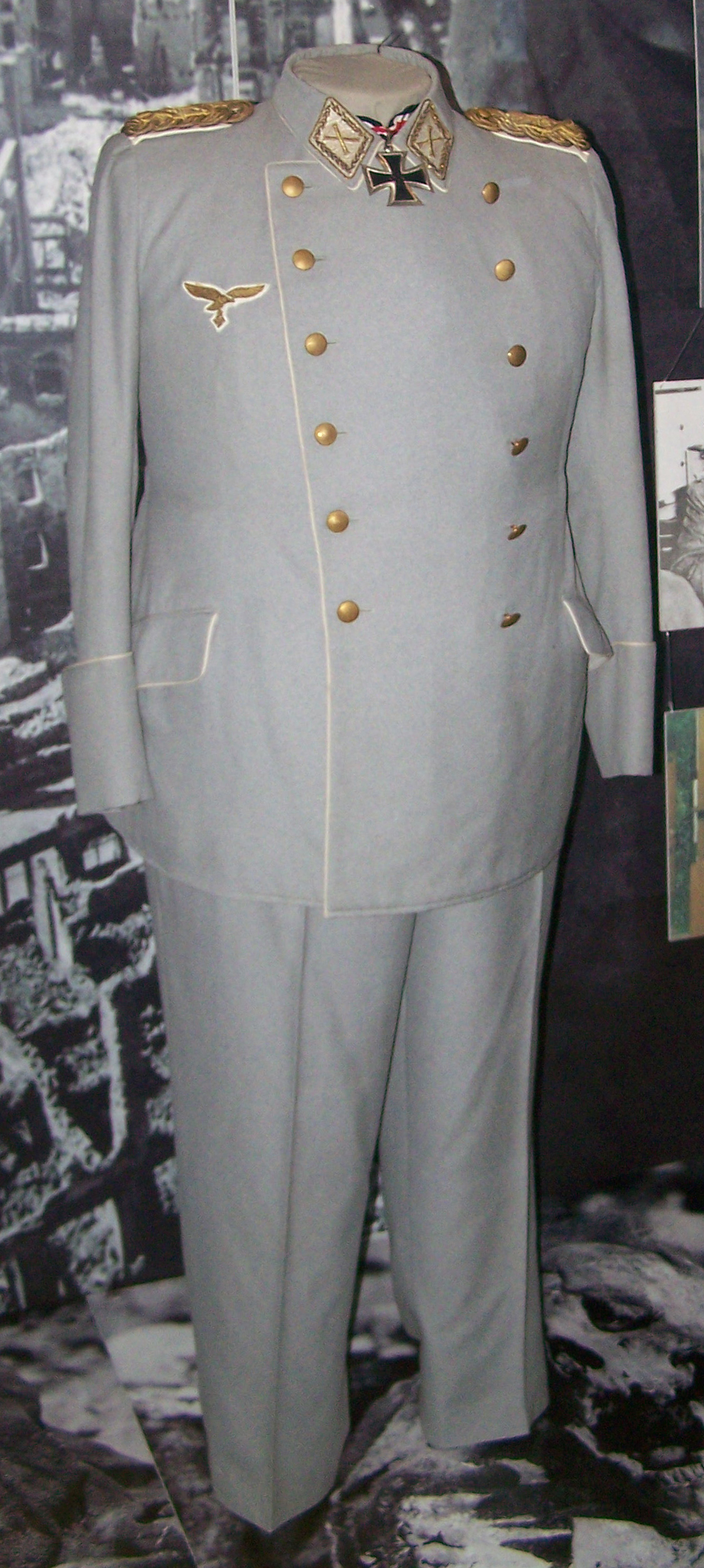
베를린 공군박물관에 전시된 괴링의 제국원수 제복.

제국원수(독일어: Reichsmarschall)는 나치 독일의 최고위 장성 계급으로, 영미권의 6성 장군 즉 대원수에 해당한다. 이 계급을 받은 사람은 헤르만 괴링이 유일하다.

옷깃 계급장
어깨 계급장(견장)

## 같이 보기
- 독일 원수 - 육군 5성장군
- 대제독 - 해군 5성장군